# Malpertuis
Malpertuis è un film horror del 1971, diretto da Harry Kümel.

## Trama
Il nobile Cassavius, in procinto di morire, convoca amici e parenti per esprimere le sue ultime volontà. Il magnate promette a ciascuna persona un'ingente somma di denaro, a patto che nessuno lasci la dimora. Inizia così una lotta all'ultimo sangue nella tetra e misteriosa residenza di Malpertuis.

## Produzione
Il film è tratto dall'omonimo romanzo di Jean Ray.
Si tratta di una co-produzione internazionale. All'interno del cast primeggia Orson Welles, nella parte di Cassavius. L'attore americano era impegnato, durante le riprese, alla stesura di Moby Dick, progetto che, tuttavia, non è stato mai terminato.

## Distribuzione
Presentato in anteprima mondiale al Festival di Cannes, il lungometraggio di Kümel concorse per la Palma d'oro.
La pellicola uscì in alcuni paesi europei tra il 1971 e il 1974, ma in Italia non ebbe mai distribuzione cinematografica. 
Il film venne trasmesso per la prima ed unica volta alle 23:00 di sabato 21 marzo 1987 su Rete 4, con il sottotitolo "Gli Arcani" . La versione doppiata appositamente e mandata in onda in quell'occasione fu quella presentata a Cannes, il cui montaggio era stato disapprovato da Harry Kümel. Nonostante la Director's Cut sia stata restaurata in 4K nel 2023, ad oggi "Malpertuis" risulta, in Italia, totalmente inedito in home video.

## Accoglienza
Morando Morandini, all'interno del suo dizionario omonimo, giudicò tiepidamente il film. Fu recensito come un lavoro «farraginoso (...) efferato».